# Melody (песня Sigala)
«Melody» — песня британского музыкального продюсера и диджея Sigala из его отменённого второго студийного альбома Every Cloud. Сингл был выпущен 21 января 2022 года лейблами Ministry of Sound и B1 Recordings. В песне присутствует вокал Иды Боттен.
Песня достигла десятки лучших в Нидерландах и топ-40 в Великобритании и Ирландии

## Предыстория
Фрагмент песни был написан в студии Sigala в Лондоне с группой друзей, которых он долгое время знал. Sigala заявил, что они решили создать «незабываемую мелодию» и использовали эту концепцию в качестве основы песни. Продюсер также назвал песню «новой главой» в своей карьере.

## Музыкальное видео
Музыкальное видео вышло на YouTube 4 февраля 2022 года, съёмки проходили в Ciudad Nezahualcóyotl, Estado de México, Мексика

## Чарты

### Недельные чарты
| Chart (2022–2025)                          | Высшая позиция |
| ------------------------------------------ | -------------- |
| Belarus (Unistar Top 20)                   | 6              |
| Бельгия/Фландрия (Ultratop 50)             | 35             |
| Croatia International Airplay (Top lista)  | 7              |
| Estonia Airplay (Radiomonitor)             | 15             |
| Венгрия (Single Top 40)                    | 6              |
| Ирландия (IRMA)                            | 34             |
| Kazakhstan Airplay (TopHit)                | 100            |
| Нидерланды (Dutch Top 40)                  | 10             |
| Нидерланды (Single Top 100)                | 28             |
| New Zealand Hot Singles (RMNZ)             | 21             |
| Польша (ZPAV AirPlay Top 100)              | 1              |
| Россия (Tophit)                            | 6              |
| Словакия (Rádio Top 100)                   | 42             |
| Великобритания (UK Singles Chart)          | 31             |
| Великобритания (UK Dance Chart)            | 10             |
| США (Billboard Hot Dance/Electronic Songs) | 38             |

### Годовые чарты
| Чарт (2022)                | Позиция |
| -------------------------- | ------- |
| Netherlands (Dutch Top 40) | 49      |
| Poland (ZPAV)              | 2       |

| Чарт (2023)                     | Позиция |
| ------------------------------- | ------- |
| Hungary (Rádiós Top 40)         | 10      |
| Poland (Polish Airplay Top 100) | 97      |

| Чарт (2024)                     | Позиция |
| ------------------------------- | ------- |
| Hungary (Rádiós Top 40)         | 32      |
| Poland (Polish Airplay Top 100) | 92      |

## Сертификации
| Регион                                                                      | Сертификация | Продажи |
| --------------------------------------------------------------------------- | ------------ | ------- |
| Польша (ZPAV)                                                               | Золотой      | 25 000  |
| Великобритания (BPI)                                                        | Серебряный   | 200 000 |
| Данные о продажах + прослушиваниях приведены только на основе сертификации. |              |         |

## История релиза
| Регион | Дата           | Формат                       | Лейбл                           |
| ------ | -------------- | ---------------------------- | ------------------------------- |
| Разные | 21 января 2022 | Цифровое скачивание стриминг | Ministry of Sound B1 Recordings |